# Dalea wigginsii
Dalea wigginsii är en ärtväxtart som beskrevs av Rupert Charles Barneby. Dalea wigginsii ingår i släktet Dalea, och familjen ärtväxter. Inga underarter finns listade i Catalogue of Life.